# Cadiamo insieme
Cadiamo insieme è un singolo del cantautore italiano Holden, pubblicato il 13 dicembre 2019.

## Descrizione
Il brano è scritto, composto e prodotto dallo stesso cantautore.

## Video musicale
Il video musicale, diretto da Peter Marvu, è stato pubblicato il 18 dicembre 2019 attraverso il canale YouTube del cantautore.

## Tracce
Testi e musiche di Joseph Carta.
1. Cadiamo insieme – 2:42